# Databeskyttelsesdagen
Databeskyttelsesdagen blev stiftet i Danmark i 2011 af organisationer og interessenter uden partipolitisk tilknytning og uafhængig af specifikke myndigheds- og erhvervsinteresser. Dagen er tilknyttet Europarådets internationale databeskyttelsesdag, "Data Protection Day", som første gang blev afholdt i Danmark i 2012.
Data Protection Day blev indstiftet af Europarådet i 2006 og fejres hvert år den 28. januar, siden 2007. Formålet er at skabe øget opmærksomhed om beskyttelse af persondata og privatliv i erkendelse af at "der er en nøje sammenhæng mellem at sikre de fundamentale menneskerettigheder herunder informationssikkerhed og privatlivsbeskyttelse og befolkningernes velfærd og tryghed i Europa." Dagen fejres også internationalt som "Data Privacy Day" 
I Danmark blev Databeskyttelsesdagen første gang markeret den 28. januar 2012 ved et arrangement afholdt i Landstingssalen på Christiansborg Slot.
Siden 2015 markeres dagen også ved et arrangement organiseret af Plesner, Dansk Industri og Rådet for Digital Sikkerhed.

## Databeskyttelsesprisen
I oktober 2014 indstiftedes Databeskyttelsesdagens Pris. Prisen tildeles "som anerkendelse for initiativer der gavner det enkelte menneskes databeskyttelse". Prisen blev første gang uddelt den 28. januar 2015 og gik til radiovært og journalist Anders Kjærulff for sit program i Radio24syv, "Aflyttet". I 2016 gik til Christian Freitag, formand for Praktiserende Lægers Organisation, for PLO's engagement i DAMD-sagen. Navnet på prisen blev i 2016 ændret til Databeskyttelsesprisen fra det tidligere Databeskyttelsesdagens Pris.
I 2017 gik prisen til EU-Domstolen.
I 2018 gik prisen til Henning Mortensen, Rådet for Digital Sikkerheds formand. I 2019 gik prisen til Christian Panton .